# Тайнство
Тайнството в християнството е свещенодействие, при което вярващият приема благодатните дарове на Светия Дух. Тайнствата имат външна, видима, и невидима страна. Към външната страна се отнасят строго определените молитви и външни знаци, с които извършващият тайнството измолва Божията благодат. Невидимата страна е именно мистичното предаване на тази благодат върху този, спрямо когото се извършва тайнството. Тъкмо в това е съществената разлика между тайнствата и другите свещенодействия – молитви, богослужения, обреди. Външно тайнствата са подобни на тях, но притежават именно невидимата страна, която ги издига на по-високо ниво.

## Богословска обосновка
В Никейско-цариградския символ на вярата десетият член гласи: „Изповядвам едно кръщение за опрощаване на греховете.“ Според тълкуването на Църквата, тук се дава основата за регламентирането на тайнството (и тайнствата) като такова.

## Брой на тайнствата
В древността християнската църква не е имала точно определен брой на тайнствата. Техният брой се е променял от две до повече от десет. Учението за „седемте тайнства“ се появява за първи път в „Изповедание на вярата“, подготвено от папа Климент IV за император Михаил Палеолог през 1267 г. Ранната църква не дефинира различия между тайнствата и останалите ритуали. Сакременталният статут на някои от тайнствата никога не се е оспорван, но за останалите се водят спорове, а други са били възприемани за тайнства, но остават извън общоприетия списък.
Общоприетият списък с тайнства е:
- Кръщение;
- Миропомазване;
- Изповед;
- Евхаристия (Свето причастие);
- Свещенство (Ръкополагане);
- Брак (Венчание);
- Елеосвещение (Маслосвет) – оформя се като ритуал и придобива окончателно сатута на тайнство доста по-късно от останалите)[2]

След Реформацията, мнозинството протестантски конфесии снижават броя на тайнствата обикновено до две – кръщение и евхаристия. Някои изповедания добавят към тях покаянието, брака или свещенството.

## Видове тайнства
От гледище на Православната и Католическата църква, тайнствата могат да бъдат разделени на две основни категории.
- Задължителни – Кръщение, Миропомазване, Покаяние и Евхаристия – това са тайнствата, които са религиозно задължение на всеки християнин и необходимо условие за неговото спасение.
- Незадължителни – Свещенство, Брак и Елеосвещение – тайнства, които се извършват върху определени лица с определена цел – при придобиването на свещенически сан, при сключване на брак, с цел измолването на Божията благодат върху тежко болен.

Освен това тайнствата могат да бъдат определени като еднократни и многократни – например Кръщението се извършва веднъж, докато редовното участие в тайнството Евхаристия е религиозно задължение на всеки християнин, независимо от конфесията.

## Различия в разбирането на тайнствата
- Според римокатолицизма тайнството действа „ex opere operato“, т.е. само по себе си. У кръстения член на Църквата благодатта е действена от само себе си, независимо от неговото нравствено състояние и постъпки.
- В православието се приема представата, че правилно извършеното тайнство е действително, но за да стане действащо е необходимо духовното усърдие на самия вярващ.

Разликите между католицизма и православието се състоят предимно в уточняване на понятията. На по-дълбоко равнище на разбиране двете схващания намират своето единодушие. Другите различия засягат предимно външната страна на тайнството.
Повечето изповедания, възникнали на основата на протестантството, разбират тайнствата преди всичко като символична постъпка. Това обаче не изключва загадъчната част на тайнствата, поне при възникналите по-рано направления, като лутеранството и англиканството.